# Ломонако, Марк
Марк Ломонако (англ. Mark LoMonaco, род. 14 июля 1971, Куинс, Нью-Йорк) — американский рестлер и радиоведущий.
Ранее он был известен как один из членов команды «Братья Дадли» под именем Бубба Рэй Дадли во время выступлений в Extreme Championship Wrestling (ECW) и World Wrestling Entertainment (WWE).
Вместе с Ди-Воном Дадли был частью одной из самых известных команд в мире — «Братья Дадли» (или «Команда 3D»), их команда прославилась матчами с использованием столов; TNA считает их 23-кратными командными чемпионами мира. Член Зала славы TNA с 2014 года и Зала славы WWE с 2018 года. Также добился успеха как одиночный рестлер: дважды выигрывал титул чемпиона мира в тяжелом весе TNA и 10 раз — титул хардкорного чемпиона WWE.
Первоначальная идея приёма 3D (pop-up diamond cutter) пришла Марку в голову во время просмотра матча Дина Маленко и Рэя Мистерио на шоу WCW Nitro; командная версия — 3D, — была придумана с Дивоном.

## Ранняя жизнь
Марк Ломонако родился в районе Куинс города Нью-Йорка 14 июля 1971 года. В юности он переехал в Дикс-Хиллз, Нью-Йорк, и окончил среднюю школу Half Hollow Hills East High School, где был членом команды по легкой атлетике и футболу. Он имеет сицилийско-итальянское происхождение.

## Карьера в рестлинге

### Ранняя карьера (1991—1995)
ЛоМонако тренировался у Джонни Родза и дебютировал в 1991 году. Он использовал имя Монго Вайл и был байкером из Адской кухни, вдохновленным «Мерзкими парнями», «Дорожными воинами» и Макксом Пейном.

### Extreme Championship Wrestling (1995—1999)
В сентябре 1995 года Ломонако прошёл пробы в Extreme Championship Wrestling, выступая в роли Монго, телохранителя Билла Альфонсо. После того как он произвел впечатление на владельца ECW Пола Хеймана, приняв «чоукслэм» от рестлера 911, Ломонако был принят на работу. Он получил образ Бах Бах Рэя Дадли, заикающегося, танцующего, с лишним весом, деревенского члена разросшейся семьи Дадли. Необычное написание имени «Бабба» было результатом его заикания. Произнося свое имя, Бах Бах заикался и говорил «меня зовут Бах-бах-бах-бах», пока Большой Дик Дадли не ударял его в грудь, и тогда он кричал «меня зовут Бабба Рэй Дадли». Фанаты приняли комичных Дадли и во время матчей Бах Баха скандировали «Бах-Бах-Бах-Бах». В итоге это написание прижилось.
13 апреля 1996 года на Massacre on Queens Boulevard Ди-Вон Дадли дебютировал в ECW и начал враждовать с другими членами «Семьи Дадли» (его сводными братьями по сюжету), утверждая, что их комедийные выходки — это не то, как должны вести себя настоящие Дадли. Ди-Вон устранил Танцы с Дадли, Дадли Дадли и Чабби Дадли, после чего объединился с Бах Бах Рэем, Большим Диком, Дадли с табличкой и Джоэлом Гертнером. Известные под названием «Братья Дадли», Бах Бах Рэй и Ди-Вон доминировали в командном дивизионе ECW, выиграв командное чемпионство мира ECW рекордные восемь раз и победив четыре основные команды ECW: «Врагов народа», «Элиминаторов», «Гангстеров», а также Сабу и Роба Ван Дама. Бах Бах Рэй, Ди-Вон и Гертнер прославились своими язвительными интервью, которые доводили зрителей до бунта.

### World Wrestling Federation/Entertainment (1999—2005)

#### Братья Дадли (1999—2002)
В 1999 году Бах Бах Рэй и Ди-Вон покинули ECW и присоединились к World Wrestling Federation, где заикание Бах Баха было упразднено. В течение 2000 и 2001 годов «Братья Дадли» вели трехстороннюю борьбу за титул командных чемпионов WWF с «Братьями Харди» (Мэтт и Джефф Харди) и Эджем и Кристианом. Эта вражда включала в себя три получивших широкую оценку критиков матча TLC: первый на WrestleMania 2000, второй на SummerSlam (2000) и третий на WrestleMania X-Seven. Хотя они изначально были хилами, Бабба Рэй был известен тем, что бросал женщин через столы, включая див WWE Терри, Мэй Янг, Литу, Триш Стратус, Тори, Торри Уилсон, Стейси Киблер и Джазз. «Братья Дадли» вскоре получили одобрение толпы и в начале 2000 года были фейсами. В эпизоде SmackDown! от 28 декабря 2000 года Бабба получил матч за титул против чемпиона WWF Курта Энгла, который он проиграл. В начале 2001 года к Дадли в WWF присоединился Спайк Дадли.
В середине 2001 года Дадли Бойз снова стали хилами, присоединившись к «Альянсу», большой группировке бывших рестлеров ECW и World Championship Wrestling (WCW) под руководством Шейна Макмэна и Стефани Макмэна-Хелмсли, которые попытались захватить WWF (Спайк, вместе с другими выпускниками ECW, не присоединился к «Альянсу»). Вторжение ECW-WCW закончилось на Survivor Series, когда пять рестлеров WWF победили пять рестлеров «Альянса» в матче за право владения WWF. «Альянс» был распущен, а его члены покинули WWF, но Дадли сохранили свои рабочие места благодаря тому, что у них был титул командных чемпионов WWF, который они объединили с командным чемпионством WCW той ночью.

#### Хардкорный чемпион и воссоединение братьев Дадли (2002—2005)
После WrestleMania X8 в мае 2002 года WWF была переименована в World Wrestling Entertainment (WWE), а состав участников был разделен на два бренда: Raw и SmackDown!. «Братья Дадли» были разделены, когда Бубба Рэй был переведен на Raw, а Ди-Вон — на SmackDown!. На Raw Бубба Рэй добился умеренного успеха: он боролся за титул хардкорного чемпиона WWE, сформировал команду со Спайком и даже участвовал в матче за звание чемпиона мира в тяжелом весе против Трипл Эйча. Однако новый образ Ди-Вона на SmackDown! не прижился, и он воссоединился с Буббой Рэем и Спайком на Survivor Series 17 ноября, когда он вернулся на Raw, чтобы помочь Буббе и Спайку победить Рико и «3-минутное предупреждение» (Роузи и Джамал) в матче за столами на выбывание.
В течение следующих шестнадцати месяцев «Братья Дадли» ещё несколько раз становились командными чемпионами мира, прежде чем 22 марта 2004 года их (вместе с Букером Ти) перевели на SmackDown! в обмен на Трипл Эйча. Вскоре после прибытия на SmackDown! Дадли снова стали хилами, присоединившись к Полу Хейману и враждуя с Робом Ван Дамом и Реем Мистерио. В эпизоде SmackDown! от 27 мая Дадли похитили Пола Берера, менеджера врага Хеймана — Гробовщика. 27 июня на Great American Bash Гробовщик победил «Братьев Дадли» в матче с гандикапом. В июле Дадли воссоединились со Спайком. До конца года они помогали Спайку в его матчах за звание чемпиона WWE в первом тяжёлом весе. Они также ещё раз выиграли командное чемпионство WWE. В начале 2005 года Дадли были убраны с телевидения WWE и отправлены в Ohio Valley Wrestling, пока творческая команда WWE пыталась придумать для них сюжет.
«Братья Бойз» вернулись на телевидение WWE в июне 2005 года для рекламы шоу ECW One Night Stand. За несколько недель до One Night Stand они, вместе с несколькими другими выпускниками ECW, боролись с генеральным менеджером Эриком Бишоффом и его «крестоносцами против хардкора». На One Night Stand 12 июня Дадли победили Томми Дримера и Сэндмена в главном событии вечера после того, как сломали Дримера через горящий стол. 5 июля 2005 года WWE объявила, что решила не продолжать переговоры о продлении контракта с Дадли. Кроме того, ещё пятнадцать рестлеров были уволены из WWE, которая сокращала свои расходы в связи с падением прогнозируемых доходов. В августе 2005 года все трое бывших Дадли получили юридические уведомления, предписывающие им не использовать фамилию «Дадли» (торговая марка WWE). Это привело к некоторому ожесточению между бывшими Дадли и их бывшими работодателями, поскольку они использовали эти имена с 1996 года, за несколько лет до того, как вся интеллектуальная собственность ECW была приобретена WWE в результате процедуры банкротства. Вскоре после этого Ломонако и Хьюз (Д-Вон) объявили, что намерены подать судебный иск против WWE.

### Total Nonstop Action Wrestling (2005—2014; 2015)

#### Команда 3D (2005—2010)
Не имея больше возможности использовать имя Бубба Рэй Дадли, Ломонако принял (и запатентовал) имя Брат Рэй Дэди, а Хьюз стал Братом Дивоном Дэдли. Команда также запатентовала термины «Братья Дэдли» и «Смертельный бросок Дэдли». В августе и сентябре 2005 года Рэй и Дивон совершили несколько выступлений на независимой сцене, в частности, на шоу Hardcore Homecoming, неофициальном шоу воссоединения ECW, организованном выпускником ECW Шейном Дугласом, критиком WWE и Винса Макмэна. 21 сентября 2005 года было объявлено, что они подписали многолетние контракты с Total Nonstop Action Wrestling.

Рэй и Дивон дебютировали в TNA 1 октября 2005 года в эпизоде TNA Impact! — первом, который транслировался на Spike TV в прайм-тайм. Они были представлены как Брат Рэй и Брат Дивон соответственно, и как «Команда 3D» вместе.

### Возвращение в Impact Wrestling (с 2022)
7 октября 2022 года Булли Рэй вернулся в Impact Wrestling на шоу Bound for Glory, где он выиграл межгендерный турнир для участия в матче за звание чемпиона по своему выбору. Он использовал свою возможность на шоу Hard To Kill против чемпиона мира Impact Джоша Александра, но не смог выиграть титул.

## Личная жизнь
С 1999 по 2013 год Ломонако встречался с Фоунфезер Карр, косметологом. С мая 2016 по ноябрь 2021 года он состоял в отношениях с бывшим рестлером TNA Джейми Шантир, известной как Вэлвит Скай.
Ломонако вместе с давним партнёром по команде Дивоном Хьюзом владеет школой рестлинга под названием Team 3D Academy of Professional Wrestling and Sports Entertainment в Киссимми, Флорида.

## Титулы и достижения
- All Japan Pro Wrestling
  - World’s Strongest Tag Team League (2005) — с Дивоном
- Cauliflower Alley Club
  - Другие лауреаты (1997) — с Дивоном
- Extreme Championship Wrestling
  - Командный чемпион мира ECW (8 раз) — с Дивоном
- Hustle
  - Hustle Super Tag Team Championship (1 раз) — с Дивоном
- New Japan Pro-Wrestling
  - Командный чемпион IWGP (2 раза) — с Дивоном
- Pro Wrestling Illustrated
  - Матч года (2000) vs. Эдж и Кристиан vs. «Братьев Харди» в матче TLC на WrestleMania 2000[12]
  - Матч года (2001) vs. Эдж и Кристиан vs. «Братьев Харди» в матче TLC на WrestleMania X-Seven[12]
  - Команда года (2001, 2009)[13]
  - Команда десятилетия (2000—2009)
  - № 4 в списке 500 лучших рестлеров в 2013[14]
  - № 354 в списке 500 лучших рестлеров в истории в 2003[15]
- Squared Circle Wrestling
  - Командный чемпион 2CW (1 раз) — с Дивоном[16][17]
- Ring of Honor
  - Чемпион мира среди трио ROH (1 раз) — с Джейем и Марком Бриско
- Total Nonstop Action Wrestling
  - Чемпион мира в тяжёлом весе TNA (2 раза)
  - Командный чемпион мира NWA (1 раз) — с Братом Дивоном
  - Командный чемпион мира TNA (2 раза) — с Братом Дивоном
  - Кубок мира по рестлингу TNA (2014) — с Эриком Янгом, Ганнером, Эдди Эдвардсом и ОДБ
  - Член Зала славы TNA (2014)
- World Wrestling Federation / World Wrestling Entertainment
  - Командный чемпион мира WCW (1 раз) — с Ди-Воном Дадли
  - Командный чемпион мира (8 раз) — с Ди-Воном Дадли
  - Командный чемпион WWE (1 раз) — с Ди-Воном Дадли
  - Хардкорный чемпион (10 раз)
  - Член Зала славы WWE (2018)
- Wrestling Observer Newsletter
  - Худший образ (2013) — Aces & Eight[18]